# لی جه این
لی جه این (کره‌ای: 이재인؛ زادهٔ ۶ فوریه ۲۰۰۴) بازیگر اهل کره جنوبی است. شهرت او به خاطر ایفای نقش در فیلم سواها: انگشت ششم افزایش پیدا کرد.

## فیلم‌شناسی

### مجموعه تلویزیونی
| سال       | عنوان                          | نقش                 | توضیحات                | منابع |
| --------- | ------------------------------ | ------------------- | ---------------------- | ----- |
| ۲۰۱۲      | آیس آدونیس                     | ها یون هی (جوانی)   |                        |       |
| ۲۰۱۲      | امتحان الهی ۳                  | ها یونگ             |                        |       |
| ۲۰۱۲–۲۰۱۳ | خانواده                        | دا یونگ             |                        |       |
| ۲۰۱۳      | سام‌سنگ‌یی                       | جونگ یون هی (جوانی) |                        |       |
| ۲۰۱۴      | کشاورز مدرن                    | خواهر کوچک مین‌گی    | حضور افتخاری           |       |
| ۲۰۱۴      | درامای ویژه کی‌بی‌اس: آخرین پازل | سو هی               |                        |       |
| ۲۰۱۵      | تو کیستی: مدرسه ۲۰۱۵           | را جین              |                        |       |
| ۲۰۱۵–۲۰۱۶ | شش اژدهای پرنده                |                     |                        |       |
| ۲۰۱۸      | دراما استیج: Slide to Unlock   | یونا                |                        |       |
| ۲۰۱۹      | دنیای زیبا                     | هان دونگ هی         |                        |       |
| ۲۰۲۰      | پلی‌لیست بیمارستان              | سومی                | حضور افتخاری (قسمت ۱۱) |       |
| ۲۰۲۱      | مخفی                           | هان سونگ می         |                        |       |
| ۲۰۲۱      | پسران راکتی                    | هان سه یون          |                        |       |
| ۲۰۲۲      | اوپنینگ – نگاه اول             | یون جه              | درامای یک قسمتی؛ فصل ۵ |       |
| ۲۰۲۳      | شب فرا رسیده                   | لی یون سو           |                        | [ ۳ ] |